# 5th Gear
5th Gear é o sexto álbum de estúdio do artista country norte-americano Brad Paisley. Foi lançado em 19 de junho de 2007 pela Arista Nashville e estreou na terceira posição da Billboard 200, sendo certificado como platina pela RIAA.